# Trimallena justiciae
Trimallena justiciae is een keversoort uit de familie lieveheersbeestjes (Coccinellidae). De wetenschappelijke naam van de soort is voor het eerst geldig gepubliceerd in 1901 door Gorham.